# Cappella Migliorati
Il Capitolo di San Francesco a Prato, noto anche come Cappella Migliorati è un ambiente della Chiesa di San Francesco (Prato), tra i maggiori capolavori di Niccolò Gerini. Nata come Sala capitolare dell'Ordine dei Frati Minori conventuali, si trova all'interno del chiostro rinascimentale della Chiesa di San Francesco (Prato).

## Descrizione
Tre grandi aperture centinate segnano l'ingresso al Capitolo, o Cappella Migliorati, interamente affrescata intorno al 1400 da Niccolò Gerini, con figure di solidità giottesca, preziose nel colore, e con storie equilibrate e minuziose.
La cappella, a pianta quasi quadrata, è coperta da una bella volta a crociera con costoloni, impostata su pilastri angolari; purtroppo su questo ambiente fu fondato il campanile a torre, terminato nel 1801, che occupò l'angolo nord-ovest della cappella distruggendo alcune scene che la decoravano. L'ambiente infatti era stato interamente decorato per volontà della famiglia Migliorati (della quale restano gli stemmi nei pilastri angolari) dal fiorentino Niccolò Gerini fra il 1395 e il 1400. 
La volta è decorata nei quattro spicchi dalle imponenti figure dei quattro evangelisti, con vesti dai bei panneggi e di vivace cromatismo, risaltanti sul fondo azzurro a stelle d'oro. La scena più grandiosa e solenne del ciclo, purtroppo la più rovinata, occupa la vasta lunetta della parete orientale, di fronte all'ingresso, e raffigura la Crocifissione, o più precisamente una meditazione sul dramma della Passione alla quale partecipano vari santi (ispirata all'"Albero della croce" di Taddeo Gaddi nel convento di Santa Croce a Firenze). Al centro, isolato, è il monumentale, pacato Crocifisso ai cui piedi la composta Maddalena sembra sostenere la Croce.
L'altare in muratura è ornato da un affresco a monocromo con Cristo in pietà tra la Vergine e San Francesco. 

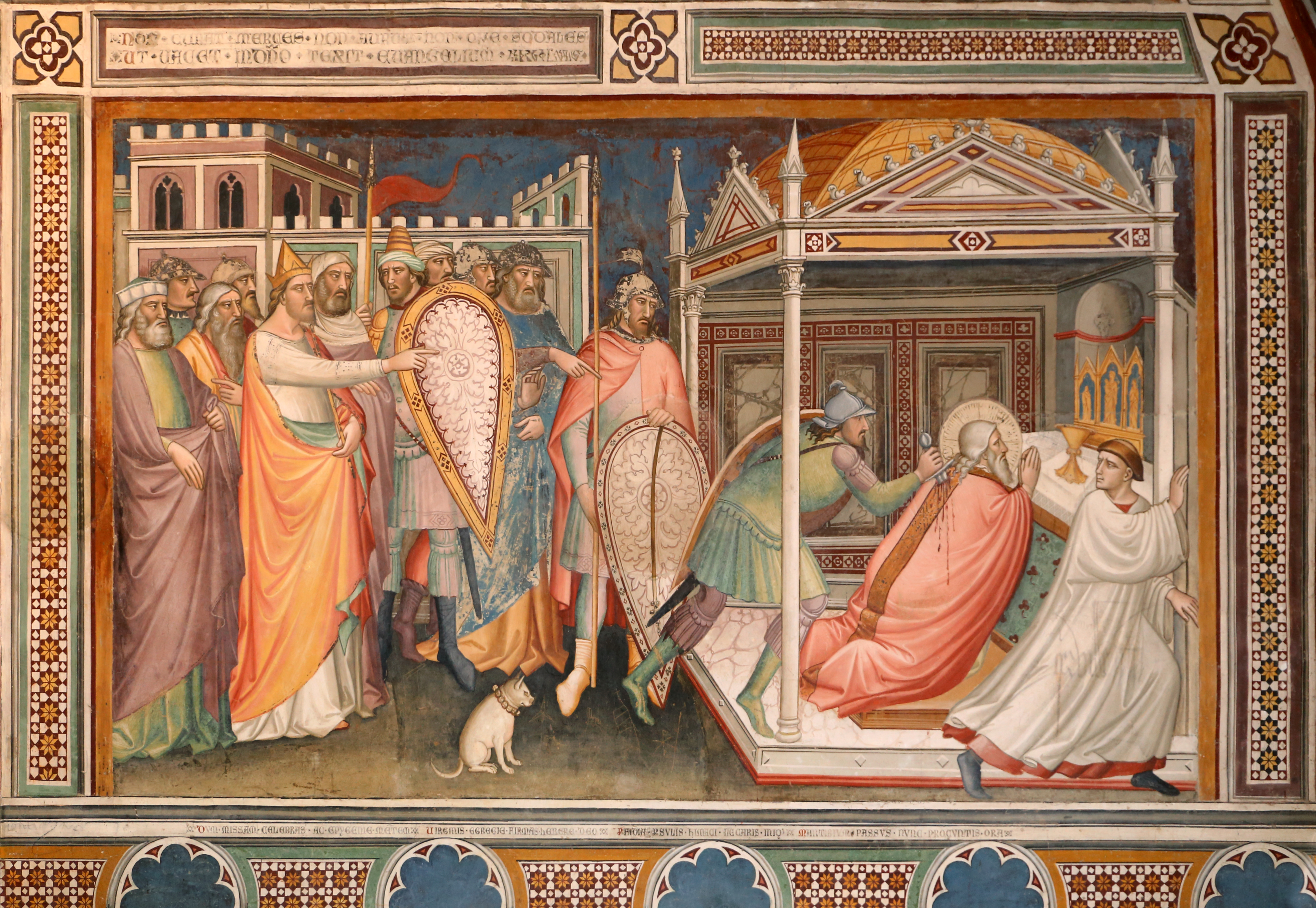
Storie di San Matteo (Irto fa uccidere San Matteo)

Sulla parete destra sono le storie di San Matteo, su due registri, narrate con cura analitica ed equilibrio, indulgendo ad effetti di eleganza e preziosità che non raggiungono la maestosità della Crocifissione.
Sulla parete sinistra, tagliata dal campanile, sono dipinte le storie di Sant'Antonio abate.
La parete di ingresso, infine, ha nella lunetta finte nicchie coi santi Chiara d'Assisi, Caterina d'Alessandria e, al centro, Giovanni Battista, ai piedi del quale è l'iscrizione con la firma dell'artista (« NICCHOLO DI PIERO GIERINI DIPINTORE FIORENTINO PINSE QUI CON SUO COLORE » ), mentre a destra sono Bartolomeo e Antonio di Padova.